# حسین سمیعی

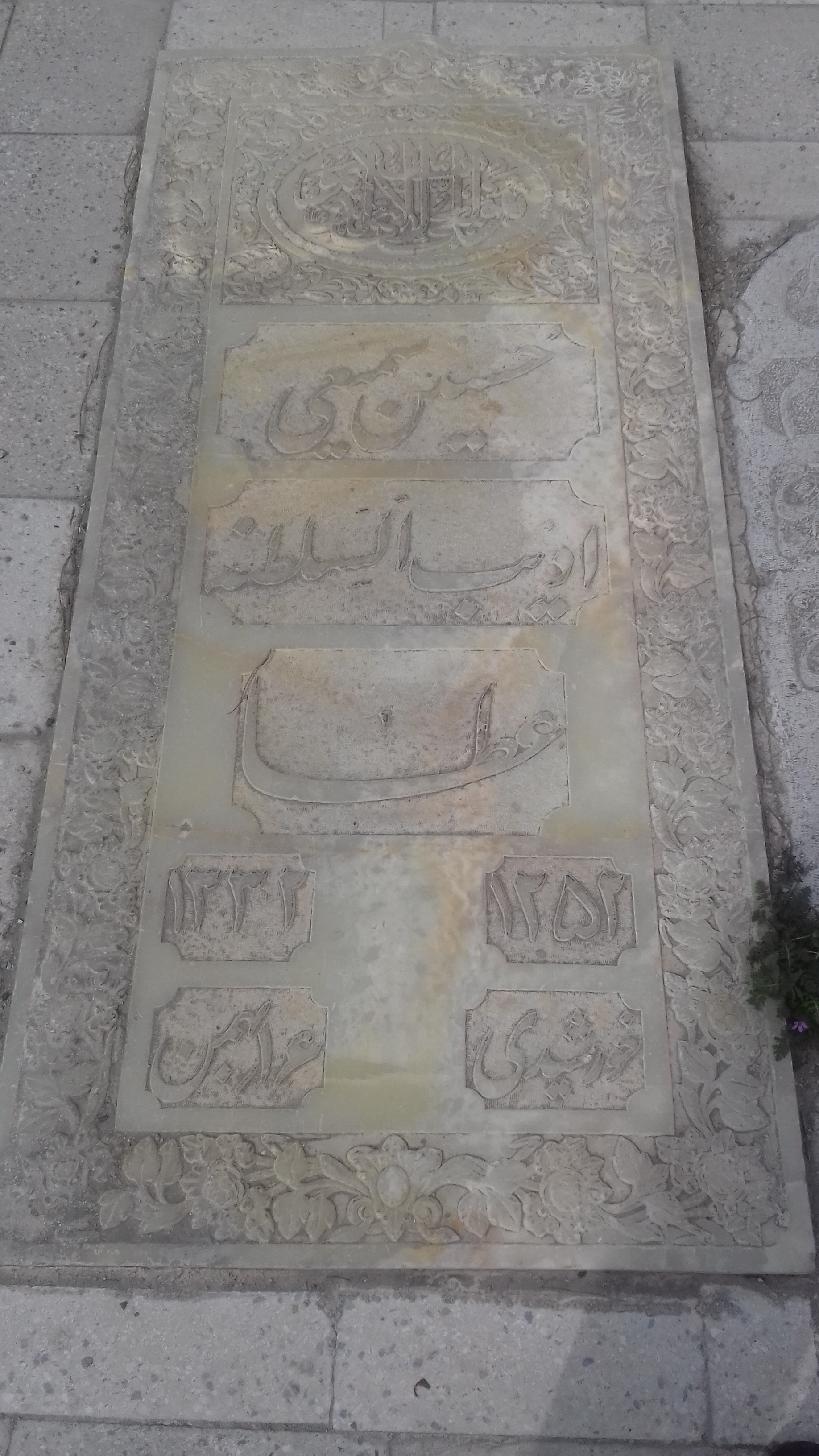
سنگ مزار حسین سمیعی در گورستان ابن بابوی شهر ری

حسین سمیعی (۱۲۵۵ رشت – ۱۶ بهمن ۱۳۳۲) ملقب به ادیب‌السلطنه، دولت‌مرد، سناتور، نماینده مجلس و ادیب اواخر دوره قاجار و اوائل دوره پهلوی بود. او ریاست فرهنگستان ایران را برعهده داشت.

## زندگی و تحصیلات
پدرش میرزاحسن خان ادیب‌السلطنه از خاندان سمیعی گیلان و اعضای دیوانی بود که مدت‌ها پیشکاری امیرافخم همدانی (حاکم کرمانشاه) را برعهده داشت. حسین نزد معلمان خصوصی تحصیلات خود را آغاز کرد و پس از آنکه مقدماتی از فارسی و عربی فرا گرفت، تحصیلات خود را نزد دو تن از عرفا و دانشمندان معروف کرمانشاه به نام ابوالفقراء اصفهانی و میرزای سالک ادامه داد و در ادبیات فارسی و اصول حکمت و ادبیات عرب معلوماتی کسب کرد. سپس به درخواست حسام‌الملک همدانی وارد دارالفنون ناصری شد و تحصیلات خود را ادامه داد و زبان‌های خارجی و شیوه نگارش و حسن خط آموخت.

## فعالیت‌های اداری و سیاسی
در ۱۳۱۳ ه‍.ق (۱۲۷۴ خورشیدی) وارد وزارت خارجه شد و در اداره عثمانی مشغول به کار گردید و مدت پانزده سال در آن وزارتخانه در سمت‌های مختلف انجام وظیفه کرد. مدتی نیز ریاست اداره دول غیرهمجوار را برعهده داشت. در ۱۳۲۸ه‍.ق (۱۲۸۹ خورشیدی) به وزارت داخله منتقل شد و به سمت مدیرکل آن وزارتخانه مشغول کار شد و پس از چندی معاون آن وزارتخانه شد.
در اواخر دوره سوم مجلس شورای ملی به نمایندگی از رشت وارد مجلس (تصویب اعتبارنامه: نوزدهم امرداد ۱۲۹۴) و عضو فراکسیون دموکرات شد. در همین دوره پدرش درگذشت و لقب ادیب‌السلطنه به او رسید. عمر مجلس سوم زیاد دوام نیافت زیرا دامنه جنگ بین‌المللی اول به شرق نیز رسید و ایران هم که بی‌طرفی خود را اعلام کرده بود، مورد تجاوز قرار گرفت و اشغال شد. مجلس سوم تصمیم به مهاجرت گرفت، ادیب‌السلطنه نیز از مهاجرینی بود که ابتدا به قم و بعد به کرمانشاه رفتند و دولت موقتی به سرپرستی رضاقلی خان نظام‌السلطنه تشکیل دادند. ادیب‌السلطنه در آن دولت به وزارت داخله رسید. مهاجرین سپس به عثمانی رفتند و مدتی در آن کشور اقامت کردند. سمیعی سرانجام به حلب رفت و مدتی در آن دیار اقامت داشت.
در ۱۲۹۶ خورشیدی با سایر مهاجرین به ایران بازگشت و دور از کارهای سیاسی به مطالعه در ادبیات فارسی و زبان و متون عربی پرداخت و به تشکیل انجمن ادبی مبادرت کرد. در کابینه فتح‌الله خان اکبر (سپهدار رشتی) معاونت نخست‌وزیر را برعهده گرفت و از طرف دولت مأمور مذاکره با سران کودتا شد ولی در کرج توقیف شد و نتوانست مأموریت خود را انجام دهد. در خرداد ۱۳۰۰ در کابینه احمد قوام‌السلطنه، وزارت تجارت و فوائد عامه به عهده او قرار گرفت و تا مهر همان سال بر سر کار بود. در دوم بهمن همان سال بار دیگر برای تصدی همین وزارتخانه اما این بار در دولت مشیرالدوله به مجلس معرفی شد که تا اردیبهشت سال بعد که دولت مشیرالدوله بر سر کار بود، بر این سمت باقی ماند. در ۲۵ بهمن ۱۳۰۱ که کابینه به ریاست مستوفی تشکیل شد، شغل سمیعی، کفالت (سرپرستی) وزارت داخله بود تا اینکه این کابینه در ۲۱ خرداد ۱۳۰۲ کنار رفت.
در دوم خرداد ۱۳۰۳ سردار سپه ادیب‌السلطنه را به عنوان معاون خود و در هشتم شهریور به عنوان وزیر عدلیه به مجلس معرفی کرد. همان گونه که مشیرالدوله سه سال پیشتر برای پیشبرد اصلاحات در عدلیه از مجلس اختیاراتی خواست تا به مدت شش ماه لوایح وزارت عدلیه تنها با تصویب در کمیسیون قانونی شود و قابلیت اجرائی پیدا کند، سردارسپه نیز همین اختیارات را اما تا پایان دوره قانونگذاری برای عدلیه خواست. درخواست را معاون ادیب‌السلطنه در دهم آبان ۱۳۰۳ به مجلس برد و با مخالفت زیادی روبرو شد. به پیشنهاد سید حسن مدرس این لایحه با این قید به تصویب رسید که لوایح وزارت عدلیه پس از طرح در کمیسیون به اطلاع همه نمایندگان هم برسد تا در مدتی که کمیسیون تعیین می‌کند، پیشنهادهای خودشان را بدهند و سپس در کمیسیون به رأی گذاشته شود.
مرداد سال بعد، سردار سپه، سمیعی را از وزارت عدلیه برداشت. پس از آنکه رضاشاه به سلطنت رسید و در زمستان ۱۳۰۴ حکومت نظامی پایتخت را لغو کرد، سمیعی را حاکم تهران کرد تا یازدهم خرداد ۱۳۰۶ که او در کابینه مخبرالسلطنه هدایت عهده‌دار وزارت داخله شد. با ترمیم کابینه نیز همچنان وزیر داخله ماند تا در ۱۳۰۸ به استانداری آذربایجان رفت. اقدام مهم او در دوران وزارت داخله، اجباری کردن اخذ شناسنامه در ایران بود که با به تصویب رساندن قانون سجل احوال در ۲۰ امرداد ۱۳۰۷ در مجلس شورای ملی، آغاز شد. صدور شناسنامه در ایران از سال ۱۲۹۹ آغاز شده اما اجباری نبود و خودداری از دریافت آن، مجازاتی نداشت.
در ۱۳۱۱ پس از عزل و بازداشت تیمورتاش که عنوان وزیر دربار منسوخ شد، به دربار رفت و عملاً وظایف وزیر دربار را انجام می‌داد تا سال ۱۳۱۸ که جم به وزارت دربار تعیین شد. سمیعی در خلال خدمت در دربار، ریاست سازمان پیشاهنگی را نیز برعهده گرفت و در ۱۳۱۴ پس از تشکیل فرهنگستان اول، به نیابت رئیس آن تعیین شد.
در ۱۳۱۹ ادیب‌السلطنه سمیعی با سمت سفیرکبیر ایران به افغانستان رفت و قریب دو سال در این سمت باقی ماند. پس از بازگشت، به ریاست فرهنگستان رسید.
در ۲۸ بهمن ۱۳۲۱ به عنوان وزیر مشاور کابینه سهیلی و در نوزدهم تیر ۱۳۲۲ به عنوان وزیر کشور به مجلس معرفی شد ولی فقط مدتی کوتاه در این سمت باقی ماند و در شهریور ماه استعفا داد. در آن سال مجدداً به دربار رفت و به ریاست تشریفات منصوب شد.
سمیعی از ۱۵ تیر ۱۳۲۴–۳۰ شهریور ۱۳۲۵ مسئولیت سازمان تربیت بدنی را بر عهده داشت. در دوره او کمیته ملی المپیک ایران تشکیل شد. پس از وی برای مدتی علی شایگان به ریاست سازمان تربیت بدنی منصوب می‌شود اما پس ا ط ۶ ماه یعنی در ۲۷ اسفند ۱۳۲۵ سمیعی مجدداً مسئولیت این سازمان را بر عهده می‌گیرد در دوره ریاست دوم او ایران به‌صورت رسمی به عضویت کمیته ملی المپیک درآمده و اساسنامه کمیته ملی المپیک نیز تصویب می‌شود.
ادیب‌السلطنه در سال ۱۳۲۸ در انتخابات دوره اول سنا، به سناتوری گیلان رسید و در همین سمت در سال ۱۳۳۲ در سن ۷۷ سالگی درگذشت. در وصیت‌نامه خود که فقط چهار خط بود و در سال ۱۳۱۵ نوشته شده بود، تأکید کرد که در مقبره خانوادگی در گورستان ابن بابویه تهران به خاک سپرده شود.

## آثار
- آئین نگارش
- خاطرات سفر مهاجرت
- دیوان اشعار عطا